# 鴨川市立天津小湊小学校
鴨川市立天津小湊小学校（かもがわしりつあまつこみなとしょうがっこう）は、千葉県鴨川市天津にある公立小学校である。校名は、統合された両校の校名を合わせている。2021年（令和3年）度の児童数は164名。

## 沿革
- 2019年（平成31年）
  - 2月6日 - 天津小学校体育館にて、本校の校歌・校章のお披露目を行った[1]。
  - 4月1日 - 天津・小湊両小学校を統合して、本校開校。

## アクセス
- JR外房線安房天津駅下車、目の前。

## 周辺
- 鴨川市立天津小湊認定こども園 - 同一建物内かつ、進学前こども園。
- JR安房天津駅
- 黒野医院
- 千葉県道81号市原天津小湊線
  - 国道128号 - 上述の県道から間接接続。
- 鴨川市立安房東中学校 - 県道81号をはさんで敷地内が隣接、公立中学校に進学する場合の主な進学先中学校。